# مای‌پینت
مای‌پینت (انگلیسی: MyPaint) یک نرم‌افزار آزاد و متن‌باز جهت ایجاد و ویرایش نقاشی‌های دیجیتال بر اساس گرافیک شطرنجی، نظیر نرم‌افزار کورل پینتنر می‌باشد.
توسعه‌دهنده اصلی این برنامه مارتین رینولد (به انگلیسی: Martin Renold) است.

## تصاویر

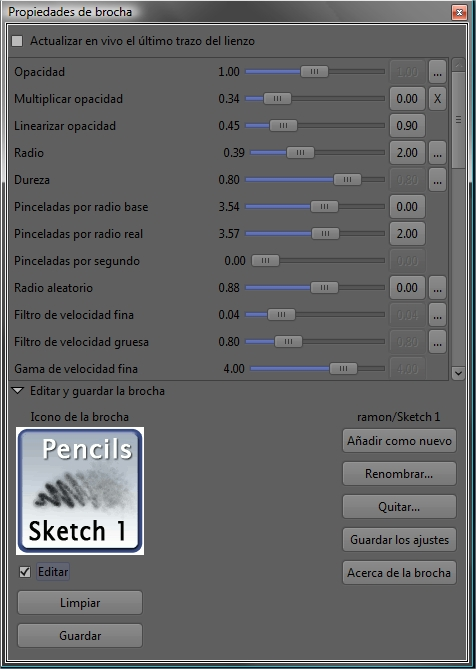
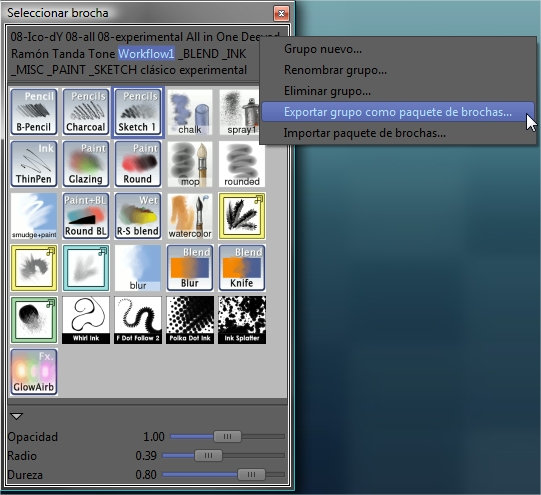
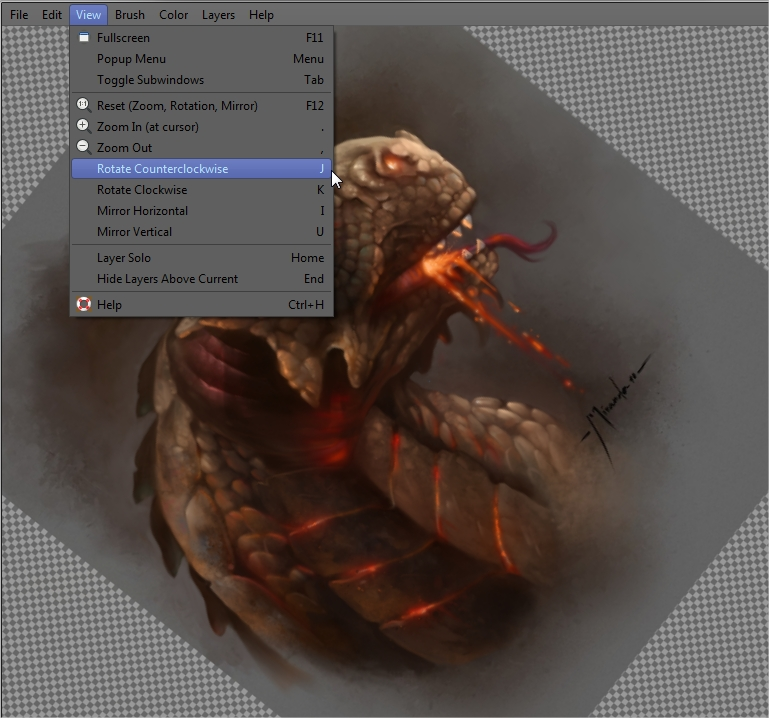
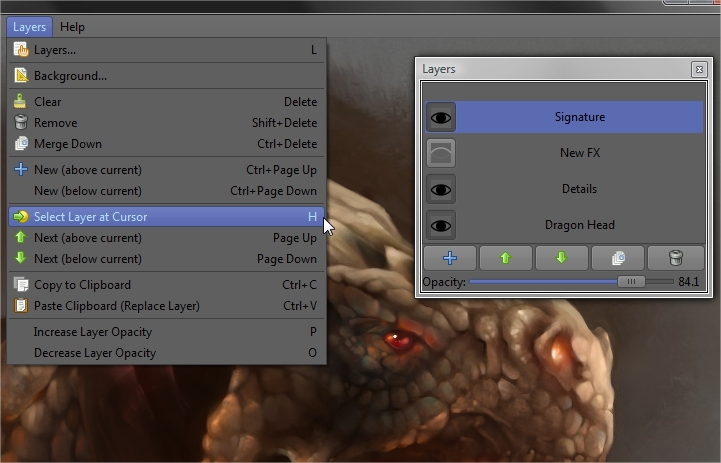
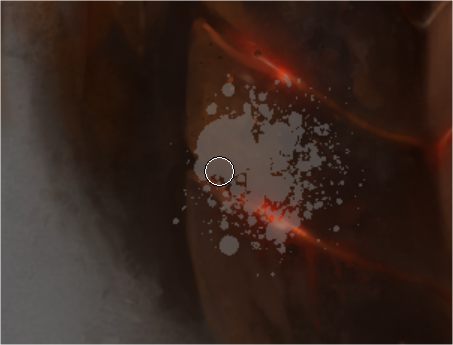

## ویژگی‌ها
- پشتیبانی از تبلت گرافیکی
- توسعه‌پذیری
- مدیریت لایه
- پوشش رنگی گاموت
- رابط کاربری ساده